# Altobello Melone
Altobello Melone, född 1491, död 3 maj 1543, var en italiensk konstnär (målare). Han har bland annat gjort ett porträtt av Cesare Borgia som var politiker och son till påven Alexander VI.